# Yasui Takuya
Yasui Takuya (安井 拓也 Yasui Takuya, sinh ngày 21 tháng 11 năm 1998) là một cầu thủ bóng đá người Nhật Bản. Anh thi đấu cho Vissel Kobe.

## Sự nghiệp
Yasui Takuya gia nhập câu lạc bộ tại J1 League Vissel Kobe năm 2017.